# Успенська церква (Острог)
Успенська церква — втрачена пам'ятка християнської сакральної архітектури, що розташовувалася в старій частині міста Острога на Волині (нині Рівненська область, Україна). Яскравий зразок дерев'яного будівництва XVI століття.
Уперше згадується в акті розподілу володінь князя Василя Костянтина Острозького від 1603 року. Є свідчення, нібито церква була знищена в часі Хмельниччини. Згодом відбудована.
Будівля була тризрубна в проєкції, мала опасання, за винятком передньої частини притвору, і виразний силует розвинених верхів.
За віссю «схід-захід» розташовувалися різновисокі об'єми основних складових дерев'яної святині.
У композиції храму втілено розвиненішу, на відміну від традиційної «восьмерик на четверику», схему «восьмерик — четверик — восьмерик», що разом з центральною і бічними банями створювала неповторну гру архітектурних форм.
Церква згоріла під час загальноміської пожежі 1889 року, після чого не відбудовувалася.
Настоятелем церкви був, зокрема, у 1607—1636 роках о. Стефан Смотрицький, чиїм братом був Мелетій Смотрицький.